# Jungle (Emma Louise)
Jungle è un singolo della cantautrice australiana Emma Louise, pubblicato il 31 marzo 2011 come primo estratto dal primo EP Full Hearts & Empty Rooms.
Il brano è divenuto un successo europeo grazie al remix di musica house dal titolo My Head Is a Jungle realizzato da Wankelmut.

## Tracce
Testi e musiche di Emma Louise.
Download digitale, streaming
1. Jungle – 3:22

12", download digitale, streaming – The Remixes, Part 1
1. My Head Is a Jungle (con Wankelmut) (MK Remix) – 8:37
2. My Head Is a Jungle (con Wankelmut) (Billon Remix) – 5:44

12", download digitale, streaming – The Remixes, Part 2
1. My Head Is a Jungle (con Wankelmut) – 7:45
2. My Head Is a Jungle (con Wankelmut) (Gui Boratto Remix) – 7:00

CD maxi (Italia)
1. My Head Is a Jungle (con Wankelmut) (Extended Vocal Mix) – 6:33
2. My Head Is a Jungle (con Wankelmut) (Original Mix) – 7:45
3. My Head Is a Jungle (con Wankelmut) (Gui Boratto Remix) – 7:00
4. My Head Is a Jungle (con Wankelmut) (Gui Boratto Dub Mix) – 7:32
5. My Head Is a Jungle (con Wankelmut) (Solee Remix) – 8:21
6. My Head Is a Jungle (con Wankelmut) (Kasper Bjorke's Liquid Lips Remix) – 6:15
7. My Head Is a Jungle (con Wankelmut) (Gui Boratto Remix - Short Edit) – 3:29
8. My Head Is a Jungle (con Wankelmut) (Radio Edit) – 3:33

Download digitale, streaming – 2ª versione
1. Jungle (con i Test Press) – 2:27

Download digitale, streaming – 3ª versione
1. Jungle (con Kasia) – 3:30

## Classifiche

### Classifiche settimanali
| Classifica (2013-22) | Posizione massima |
| -------------------- | ----------------- |
| Austria              | 55                |
| Belgio (Fiandre)     | 34                |
| Belgio (Vallonia)    | 17                |
| Francia              | 3                 |
| Germania             | 29                |
| Irlanda              | 39                |
| Italia               | 5                 |
| Lituania             | 83                |
| Paesi Bassi          | 68                |
| Regno Unito          | 5                 |
| Repubblica Ceca      | 68                |
| Russia               | 143               |
| Svizzera             | 27                |
| Ucraina              | 75                |
| Ungheria             | 16                |

### Classifiche di fine anno
| Classifica (2013) | Posizione |
| ----------------- | --------- |
| Italia            | 16        |
| Classifica (2014) | Posizione |
| Francia           | 58        |
| Regno Unito       | 80        |
| Classifica (2015) | Posizione |
| Belgio (Vallonia) | 48        |
| Francia           | 75        |